# Paul Naudo
Paul Naudo, né aux Angles (Pyrénées-Orientales) le 22 octobre 1794 et mort à Avignon (Vaucluse) le 23 avril 1848, est un ecclésiastique français. Il fut successivement évêque de Nevers de 1834 à 1842 puis archevêque d'Avignon de 1842 à 1848.

## Biographie
Paul Naudo nait aux Angles en 1794. Il est issu d'une famille ayant appartenu à la noblesse d'Espagne, mais devenue modeste. Il commence ses études auprès d'un de ses oncles ecclésiastique de l'ancien régime et les poursuit à Carcassonne où il entre au Grand-Séminaire. Ordonné prêtre en 1818, il devient en 1820 chanoine honoraire de la cathédrale Saint-Michel de Carcassonne et il enseigne pendant six ans (1818-1824) la philosophie et la théologie dans les diocèses de Carcassonne et de Perpignan.
Aux termes du concordat de 1817, le diocèse de Perpignan redevient indépendant en 1823 de l'évêché de Carcassonne. Le nouveau évêque Jean-François de Saunhac-Belcastel nomme l'abbé Naudo, à peine âgé de trente ans, à la tête de son nouveau Grand-Séminaire, qui s'implante provisoirement à Prades grâce à un accord conclu en 1825 entre la municipalité et l'administration épiscopale. Toutefois dès le 10 mai de l'année suivante, l'évêque bénit et pose la première pierre d'un Grand-Séminaire sur l'emplacement de l'ancien cimetière de l'église Cathédrale Saint-Jean-Baptiste de Perpignan. A Perpignan, Jean-François de Saunhac-Belcastel le nomme chanoine titulaire, grand-vicaire et en 1831 vicaire-général. Après avoir refusé le siège épiscopal de Clermont-Ferrand en 1833, Paul Naudo obtient celui de Nevers, auquel le roi Louis-Philippe le nomme en 1834. Une bulle pontificale de Grégoire XVI, du 30 septembre 1834, le confirme comme évêque de Nevers, en remplacement de Charles Douhet d'Auzers, mort le 9 février précédent. Il est consacré dans la capitale le 9 novembre suivant  par l'archevêque de Paris, et prend possession de son siège à Nevers le 11 décembre 1834. Louis-Philippe lui décerne la croix de la Légion d'honneur le 30 avril 1836 et en 1837, il évite par son intervention à Clamecy, un affrontement entre l'armée et plusieurs centaines d'ouvriers.
En récompense de huit années d'activité intense dans le diocèse de Nevers, la nonciature et le gouvernement français s'accordent pour l'élever à la dignité archiépiscopale, sur le siège d'Avignon. Nommé le 24 juin 1842 et préconisé le 22 juillet suivant, Paul Naudo arrive dans sa ville métropolitaine le 11 octobre de cette même année. La collection de ses mandements, lettres pastorales ou circulaires s'élève au chiffre de quarante-huit opuscules ; dans ce nombre, vingt-cinq furent publiés à Nevers et vingt-trois à Avignon.  Le jour de Pâques, 23 avril 1848, Paul Naudo, pendant la messe qu'il célébrait à Notre-Dame-des-Doms, son église métropolitaine, meurt d'une attaque d'apoplexie. Il est inhumé dans sa cathédrale.

## Publications
- Cantiques et goigs a N.D. de Font-Romeu Vaison: Imp. Bonne Presse du Midi, s.d.
- Bréviaire nivernais de l'office divin Nevers: Laurent typ., 1835
- Lettre pastorale... à l'occasion de la retraite ecclésiastique qui doit s'ouvrir au Grand Séminaire Avignon: impr. Aubanel, 1843
- Mandement... à l'occasion du tremblement de terre de la Guadeloupe Avignon: L. Aubanel, 1843
- Mandement de... l'archevêque d'Avignon, à l'occasion de son entrée dans son diocèse Avignon: L. Aubanel, 1842
- Mandement de Monseigneur l'évêque de Nevers à l'occasion de son entrée dans son diocèse Nevers: [s. n.], 1834
- Mandement de Monseigneur l'Archevêque d'Avignon, à l'occasion des Religieuses de Saint-Joseph, de cette ville Paris-Avignon: Librairie Ecclésiastique de Seguin Ainé 1846 (fac-similé moderne de Kessinger Publishing, 2010,  (ISBN 9781160187107))
- Mandement de Monseigneur l'évêque de Nevers, pour le Carême de 1835 Nevers: imp. I.C.Laurent, 1835
- Mandement de Monseigneur l'Archevêque d'Avignon, pour le saint temps de Carême de 1843: sur l'immortalité de l'âme Avignon: Laurent Aubanel, 1843
- Mandement de Monseigneur l'Archevêque d'Avignon, pour le saint temps de Carême de 1844: sur l'humilité Avignon: Laurent Aubanel, 1844
- Mandement de Monseigneur l'Archevêque d'Avignon, pour le saint temps de Carême de 1845: sur l'œuvre de la propagation de la foi Avignon: Laurent Aubanel, 1845
- Mandement de Monseigneur l'Archevêque d'Avignon, pour le saint temps de Carême de 1846 Avignon: Laurent Aubanel, 1846
- Mandement de Monseigneur l'Archevêque d'Avignon, pour le saint temps de Carême de 1847 Avignon: Laurent Aubanel, 1847
- Mandement... qui prescrit des prières en faveur de l'Eglise d'Espagne, avec indulgence plénière en forme de jubilé Avignon: impr. Aubanel, 1842

## Armes
D'azur à l'ancre d'argent, au chef cousu de gueules de 3 croix de consécration ou antique d'argent.

## Distinction
- Chevalier de la Légion d'honneur (30 avril 1836)[2]